# 王氏圆腹蛛
王氏圆腹蛛（学名：Dipoena wangi）为球蛛科圆腹蛛属的动物。在中国大陆，分布于陕西等地。该物种的模式产地在陕西周至。